# Oxypogon guerinii
Beija-flor-barbudo-de-elmo, colibri-de-poupa-de-bogotá ou barbudito-oriental (nome científico: Oxypogon guerinii) é uma espécie de ave apodiforme pertencente à família Trochilidae. Pode ser encontrada no leste dos Andes da Colômbia, de onde é endêmica.